# 평일 오후 세시의 연인
《평일 오후 세시의 연인》은 2019년 7월 5일부터 2019년 8월 24일까지 방영된 채널A 금토드라마로, 일본 드라마 《메꽃~평일 오후 3시의 연인들~》의 리메이크작이다.

## 줄거리
금기된 사랑으로 인해 혹독한 홍역을 겪는 어른들의 성장드라마

## 등장인물

### 주요 인물
- 박하선 : 손지은 (32세) 역 - 마트 시간제 알바, 창국의 아내
- 예지원 : 최수아 (39세) 역 (아역 김현지) - 전업주부, 영재의 아내
- 이상엽 : 윤정우 (35세) 역 - 대안학교 생물 교사, 민영의 남편
- 조동혁 : 도하윤 (37세) 역 - 화가, 이혼남. 빛나의 전남편.

### 그녀들의 남편
- 정상훈 : 진창국 (35세) 역 - 지은의 남편, 구청 사회복지과 계장.
- 최병모 : 이영재 (46세) 역 (아역 김광래) - 수아의 남편, (주) 활자의 꿈 대표.

### 그들의 아내
- 류아벨 : 노민영 (32세) 역 - 정우의 아내, 생물학 조교수. 지은의 고등학교 동창
- 유서진 : 김빛나 (42세) 역 - 하윤의 전처, 예원 미술관 관장, 영재의 친구

### 그녀들의 가족
- 김미경 : 나애자(62세) 역 - 창국의 어머니, 지은의 시어머니.
- 신수연 : 이아진 (16세) 역 - 영재와 수아의 큰딸, 발레 전공. 예원 중학교 학생.
- 심혜연 : 이아람(7세) 역 - 영재와 수아의 막내딸, 유치원생.

### 마트 사람들
- 오동민 : 강철(29세) 역 - 헬스 트레이너, 수아의 전 내연남.
- 황석정 : 심클라라(55세) 역 - 지은의 마트 선배, 노처녀
- 황정민 : 나순자(55세) 역 - 지은의 마트 선배, 정 많고 오지랖이 많은 성격

### 출판사 사람들
- 김영준 : 황영준(40세) 역 - 출판사 <활자의 꿈> 편집장.
- 이윤수 : 한상은 (28세) 역 - 출판사 <활자의 꿈> 대리.

### 그 외 인물
- 박민지 : 고윤아 (25세) 역 - 구청 인턴 공무원. 귀여운 얼굴에 통통 튀는 성격 덕에 구청 내 분위기 메이커
- 정예진 : 선우제니 (29세) 역 - 예원미술관의 새로운 큐레이터, 영재에게 의도적으로 접근
- 신원호 : 박지민 (18세) 역 - 정우의 생물 동아리 학생
- 박보은 : 간호사 역
- 김익태 : 교장선생님 역 - 대안학교
- 윤지용 : 노천카페 직원 역
- 안세민 : 학생 역
- 이동현 : 학생 역
- 김수현

## 촬영지
- 운정호수공원
- 재능문화센터
- 가든파이브
- 라이니카페
- 상록구청 - 가람구청
- 통영중앙전통시장
- 아트센터 화이트블럭
- 팔현캠프장
- 정선아리랑시장
- 원효대교
- 숲속정원
- 북한산제빵소
- 통영대교
- 훝훝게스트하우스
- 벽초지문화수목원
- 박경리기념관

## 시청률
최저 시청률과 최고 시청률은 시청률 조사회사와 지역별로 시청률에 차이가 있을 수 있습니다.
| 2019년 | 2019년   | 2019년         | 2019년       |
| 회차   | 방송일   | AGB 시청률     | AGB 시청률   |
| 회차   | 방송일   | 대한민국(전국) | 서울(수도권) |
| ------ | -------- | -------------- | ------------ |
| 제1회  | 7월 5일  | 0.868%         |              |
| 제2회  | 7월 6일  | 0.980%         |              |
| 제3회  | 7월 12일 | 0.960%         |              |
| 제4회  | 7월 13일 | 1.004%         |              |
| 제5회  | 7월 19일 | 1.090%         |              |
| 제6회  | 7월 20일 | 1.048%         |              |
| 제7회  | 7월 26일 | 1.791%         |              |
| 제8회  | 7월 27일 | 1.431%         |              |
| 제9회  | 8월 2일  | 1.851%         |              |
| 제10회 | 8월 3일  | 1.640%         |              |
| 제11회 | 8월 9일  | 2.040%         |              |
| 제12회 | 8월 10일 | 2.113%         | 2.536%       |
| 제13회 | 8월 16일 | 1.951%         |              |
| 제14회 | 8월 17일 | 1.801%         |              |
| 제15회 | 8월 23일 | 2.118%         |              |
| 제16회 | 8월 24일 | 1.957%         | 2.276%       |

## 수상
| 연도   | 시상식                       | 부문                         | 수상자 | 결과 |
| ------ | ---------------------------- | ---------------------------- | ------ | ---- |
| 2019년 | 제27회 대한민국 문화연예대상 | 드라마부문 남자 최우수연기상 | 이상엽 | 수상 |
| 2019년 | 제8회 대한민국 베스트 스타상 | 베스트 드라마 스타상         | 이상엽 | 수상 |

## 참고 사항
- 2019년 7월 5일부터 2019년 8월 24일까지 종편 금토드라마 단독으로 편성되었다.
- 화면은 레터박스로 구성되었다.
- 청소년 보호법으로 7회 방송분에 한하여 시청 등급이 19세 이상 시청가로 상향 조정되었다.
- 채널A 드라마 사상 최초로 시청률 2%를 넘었다.

## 같이 보기
- 대한민국의 텔레비전 드라마 목록 (ㅍ)
- 2019년 대한민국의 텔레비전 드라마 목록